# Daniela Hantuchová
Daniela Hantuchová (sinh 23 tháng 4 năm 1983 tại Poprad, Tiệp Khắc, nay là Slovakia) là một vận động viên quần vợt chuyên nghiệp người Slovakia.
Trong sự nghiệp của mình cô từng 4 lần giành Cup vô địch Grand Slam ở nội dung đôi nam nữ, tuy nhiên lại chưa một lần đoạt ngôi vị đó ở nội dung đơn. Lần cô vào sâu nhất ở một giải Grand Slam nội dung đơn là giải Úc mở rộng 2008 khi cô vào tơí bán kết.
Tính đến tháng 3-2008 cô đang xếp thứ 10 trên bảng xếp hạng của WTA.
Ngoài việc là một tay vợt chuyên nghiệp thì cô cũng là một người mẫu thời trang

## Tiểu sử

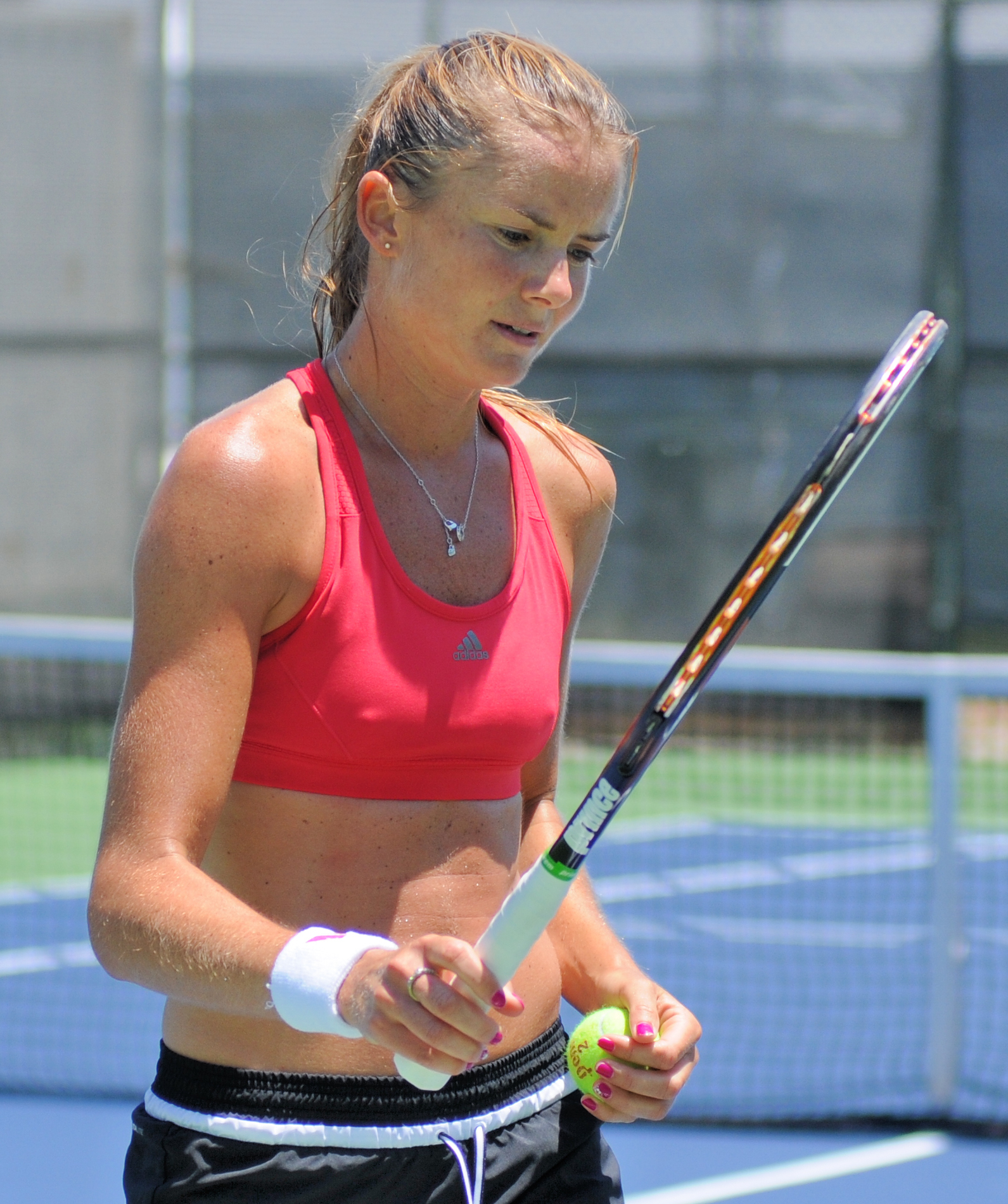
Hantuchova tại giải Mercury Insurance Open 2012

Hantuchová sinh tại Poprad, Tiệp Khắc (giờ là Slovakia) có cha là nhà khoa học máy tính Igor và mẹ là Marianna, một nhà độc dược học.
Khi cha mẹ cô ly dị năm 2003, sức đánh của Hantuchová tạm thời xuống dốc. Tại giải Wimbledon năm đó, cô đã không thể ghi điểm quyết định và đã khóc trên sân đấu. Cô cũng gặp phải vấn đề về cân nặng trong thời kỳ đó. Cô từng bị nghi mắc chứng biếng ăn nhưng đã bác bỏ điều đó.
Hantuchová nói được ba thứ tiếng (tiếng Slovak, tiếng Anh và tiếng Đức), và được đào tạo để trở thành một nhạc công piano cổ điển. Cô được coi là người của chủ nghĩa hoàn hảo và tự tạo rất nhiều áp lực khi tập luyện. Cô từng đậu đại học ở Slovakia nhưng gác lại để tập trung vào quần vợt.
Cô xuất hiện trên tạp chí Sports Illustrated Swimsuit Edition năm 2009 cùng với Maria Kirilenko và Tatiana Golovin trong một bộ ảnh mang tên Volley of the Dolls.

## Grand Slam đôi nam nữ (5)

### Vô địch (4)
| Năm  | Giải đấu        | Đồng đội        | Đối thủ                           | Tỉ số       |
| 2001 | Wimbledon       | Leos Friedl     | Mike Bryan Liezel Huber           | 4–6 6–3 6–2 |
| 2002 | Australian Open | Kevin Ullyett   | Gastón Etlis Paola Suarez         | 6–3 6–2     |
| 2005 | French Open     | Fabrice Santoro | Leander Paes Martina Navratilova  | 3–6 6–3 6–2 |
| 2005 | US Open         | Mahesh Bhupathi | Nenad Zimonjic Katarina Srebotnik | 6–4 6–2     |

### Thua (1)
| Năm  | Vô địch   | Người đánh cùng | Đối thủ                           | Tỉ số       |
| 2002 | Wimbledon | Kevin Ullyett   | Elena Likhovtseva Mahesh Bhupathi | 2–6 6–1 1–6 |

## Grand Slam đôi nữ (2)

### Thua (2)
| Năm  | Vô địch         | Người đánh cùng         | Đối thủ                        | Tỉ số         |
| 2002 | Australian Open | Arantxa Sanchez Vicario | Anna Kournikova Martina Hingis | 6–2, 6–7, 6–1 |
| 2006 | French Open     | Ai Sugiyama             | Lisa Raymond Samantha Stosur   | 6–3, 6–2      |

## WTA tour

### Thắng đơn nữ (3)
| Legend                |
| Grand Slam (0)        |
| WTA Championships (0) |
| Tier I (2)            |
| Tier II (1)           |
| Tier III (0)          |
| Tier IV (0)           |

| Mặt sân           |
| Cứng (Hard) (3)   |
| Cỏ (Grass)(0)     |
| Đất nện (clay)(0) |
| Thảm (Carpet) (0) |

| No. | Ngàyd                | Giải                            | Mặt sân  | Đối thủ             | Tỉ số    |
| 1.  | 16 tháng 3 năm 2002  | Indian Wells, California, U.S.A | Hard     | Martina Hingis      | 6–3, 6–4 |
| 2.  | 17 tháng 3 năm 2007  | Indian Wells, California, U.S.A | Hard     | Svetlana Kuznetsova | 6–3, 6–4 |
| 3.  | 28 tháng 10 năm 2007 | Linz, Áo                        | Hard (i) | Patty Schnyder      | 6–4, 6–2 |

### Thua (6)
| No. | Ngày                 | Tournament                     | Mặt sân  | Đối thủ trận Ck     | Tỉ số            |
| 1.  | 13 tháng 10 năm 2002 | Filderstadt, Đức               | Hard (i) | Kim Clijsters       | 4–6, 6–3, 6–4    |
| 2.  | 19 tháng 6 năm 2004  | Eastbourne, Anh                | Grass    | Svetlana Kuznetsova | 2–6, 7–6(2), 6–4 |
| 3.  | 14 tháng 8 năm 2005  | Los Angeles, California, U.S.A | Hard     | Kim Clijsters       | 6–4, 6–1         |
| 4.  | 22 tháng 10 năm 2006 | Zürich, Thụy Sĩ                | Hard (i) | Maria Sharapova     | 6–1, 4–6, 6–3    |
| 5.  | 16 tháng 9 năm 2007  | Bali, Indonesia                | Hard     | Lindsay Davenport   | 6–4, 3–6, 6–2    |
| 6.  | 30 tháng 9 năm 2007  | Luxembourg City, Luxembourg    | Hard (i) | Ana Ivanovic        | 3–6, 6–4, 6–4    |

### Thắng đôi (8)
| Legend                |
| Grand Slam (0)        |
| WTA Championships (0) |
| Tier I (1)            |
| Tier II (5)           |
| Tier III (2)          |
| Tier IV (0)           |

| Titles by Surface |
| Hard (cứng)(5)    |
| Grass (cỏ)(1)     |
| Clay (đất nện)(2) |
| Carpet (thảm)(0)  |

| No. | Ngày             | Tournament                   | Mặt sân  | Đánh cùng               | Đối thủ trận chung kết            | Tỉ số         |
| 1.  | 29 tháng 10 2000 | Bratislava, Slovak Republic  | Hard (i) | Karina Habsudova        | Petra Mandula Patricia Wartusch   | w/o           |
| 2.  | 28 tháng 10 2001 | Luxembourg, Luxembourg       | Hard (i) | Elena Bovina            | Bianka Lamade Patty Schnyder      | 6–3, 6–3      |
| 3.  | 14 tháng 4 2002  | Amelia Island, Florida, U.S. | Clay     | Arantxa Sanchez Vicario | Maria Emilia Salerni Åsa Svensson | 6–4, 6–2      |
| 4.  | 24 tháng 8 2002  | New Haven, Connecticut, U.S. | Hard     | Arantxa Sanchez Vicario | Tathiana Garbin Janette Husarova  | 6–3, 1–6, 7–5 |
| 5.  | 12 tháng 6 2005  | Birmingham, Anh              | Grass    | Ai Sugiyama             | Eleni Daniilidou Jennifer Russell | 6–2, 6–3      |
| 6.  | 9 tháng 10 2005  | Filderstadt, Đức             | Hard (i) | Anastasia Myskina       | Květa Peschke Francesca Schiavone | 6–0, 3–6, 7–5 |
| 7.  | 4 tháng 3 2006   | Doha, Qatar                  | Hard     | Ai Sugiyama             | Ting Li Tian Tian Sun             | 6–4, 6–4      |
| 8.  | 21 tháng 5 2006  | Rome, Ý                      | Clay     | Ai Sugiyama             | Květa Peschke Francesca Schiavone | 3–6, 6–3, 6–1 |

## Giải ITF (4)

### Đơn (3)
| No. | Ngày            | Tournament    | Mặt sân | Đối thủ trận Chung kết | Tỉ số         |
| 1.  | 23 tháng 5 1999 | Jackson, U.S. | Clay    | Milagros Sequera       | 6–2, 6–1      |
| 2.  | 12 tháng 9 1999 | Fano, Ý       | Clay    | Flora Perfetti         | 6–4, 6–7, 6–2 |
| 3.  | 20 tháng 8 2000 | Bronx, U.S.   | Hard    | Jing-Qian Yi           | 6–4, 6–4      |

### Đôi (1)
| No. | Ngày            | Tournament    | Mặt sân | Người cùng chơi | Đối thủ trận Ck                                        | Tỉ số         |
| 1.  | 11 tháng 7 1999 | Civitanova, Ý | Clay    | Eva Dyrberg     | Rosa Maria Andres Rodriguez Conchita Martinez Granados | 7–6, 4–6, 6–3 |

## Thống kê các giải
| Tournament                      | 1998                       | 1999                       | 2000                       | 2001                       | 2002                       | 2003                       | 2004                       | 2005                       | 2006                       | 2007                       | 2008  | Career SR | Career W/L |
| ------------------------------- | -------------------------- | -------------------------- | -------------------------- | -------------------------- | -------------------------- | -------------------------- | -------------------------- | -------------------------- | -------------------------- | -------------------------- | ----- | --------- | ---------- |
| Grand Slam Tournaments          |                            |                            |                            |                            |                            |                            |                            |                            |                            |                            |       |           |            |
| Australian Open                 | A                          | A                          | LQ1                        | 1R                         | 3R                         | QF                         | 2R                         | 3R                         | 4R                         | 4R                         | SF    | 0 / 9     | 21-9       |
| French Open                     | A                          | A                          | A                          | 2R                         | 4R                         | 2R                         | 1R                         | 3R                         | 4R                         | 3R                         | A     | 0 / 7     | 12-7       |
| Wimbledon                       | A                          | A                          | LQ1                        | 2R                         | QF                         | 2R                         | 3R2                        | 3R                         | 4R                         | 4R                         |       | 0 / 8     | 16-8       |
| U.S. Open                       | A                          | A                          | LQ1                        | 1R                         | QF                         | 3R                         | 3R                         | 3R                         | 2R                         | 1R                         |       | 0 / 8     | 12-8       |
| Grand Slam SR                   | 0 / 0                      | 0 / 0                      | 0 / 3                      | 0 / 4                      | 0 / 4                      | 0 / 4                      | 0 / 4                      | 0 / 4                      | 0 / 4                      | 0 / 4                      | 0 / 1 | 0 / 32    | N/A        |
| Grand Slam Win-Loss             | 0–0                        | 0–0                        | 3–3                        | 2–4                        | 13-4                       | 8–4                        | 4–4                        | 8–4                        | 10-4                       | 8–4                        | 5–1   | N/A       | 61-32      |
| Year-End Championship           |                            |                            |                            |                            |                            |                            |                            |                            |                            |                            |       |           |            |
| WTA Tour Championships          | A                          | A                          | A                          | A                          | 1R                         | A                          | A                          | A                          | A                          | RR                         |       | 0 / 2     | 1–3        |
| Olympic Games                   |                            |                            |                            |                            |                            |                            |                            |                            |                            |                            |       |           |            |
| Summer Olympics                 | NH                         | NH                         | A                          | NH                         | NH                         | NH                         | 2R                         | NH                         | NH                         | NH                         |       | 0 / 1     | 1–1        |
| Current WTA Tier I Tournaments3 |                            |                            |                            |                            |                            |                            |                            |                            |                            |                            |       |           |            |
| Doha4                           | Not Tier I or Was Not Held | Not Tier I or Was Not Held | Not Tier I or Was Not Held | Not Tier I or Was Not Held | Not Tier I or Was Not Held | Not Tier I or Was Not Held | Not Tier I or Was Not Held | Not Tier I or Was Not Held | Not Tier I or Was Not Held | Not Tier I or Was Not Held | A     | 0 / 0     | 0–0        |
| Indian Wells                    | A                          | A                          | A                          | 1R5                        | W                          | 4R                         | 2R                         | 3R                         | A                          | W                          | QF    | 2 / 7     | 20-5       |
| Miami                           | A                          | A                          | 1R                         | 1R                         | 2R                         | 2R                         | 3R                         | 2R                         | 3R                         | 3R                         | 3R    | 0 / 9     | 4–9        |
| Charleston                      | A                          | A                          | A                          | A                          | 2R                         | QF                         | A                          | A                          | A                          | A                          | A     | 0 / 2     | 3–2        |
| Berlin                          | A                          | A                          | A                          | LQ1                        | QF                         | QF                         | 1R                         | 1R                         | 3R                         | 1R                         | A     | 0 / 7     | 7–7        |
| Rome                            | A                          | A                          | A                          | 3R5                        | 1R                         | 3R                         | 1R                         | 1R                         | 1R                         | SF                         | A     | 0 / 7     | 9–7        |
| Montreal/Toronto                | A                          | A                          | A                          | 2R                         | SF                         | 3R                         | 2R                         | 1R                         | 3R                         | A                          |       | 0 / 6     | 8–6        |
| Tokyo                           | A                          | A                          | A                          | A                          | A                          | A                          | QF                         | QF                         | 2R                         | 1R                         |       | 0 / 4     | 5–4        |
| Moscow                          | A                          | A                          | A                          | A                          | A                          | A                          | 1R                         | A                          | A                          | A                          |       | 0 / 1     | 0–1        |
| Former WTA Tier I Tournaments3  |                            |                            |                            |                            |                            |                            |                            |                            |                            |                            |       |           |            |
| Zurich4                         | A                          | A                          | A                          | QF6                        | QF                         | 1R                         | 2R                         | 2R                         | F                          | 2R                         | -     | 0 / 7     | 13-7       |
| San Diego4                      | Not Tier I or Was Not Held | Not Tier I or Was Not Held | Not Tier I or Was Not Held | Not Tier I or Was Not Held | Not Tier I or Was Not Held | Not Tier I or Was Not Held | 2R                         | 2R                         | 3R                         | 3R                         | -     | 0 / 4     | 5–4        |
| Career Statistics               |                            |                            |                            |                            |                            |                            |                            |                            |                            |                            |       |           |            |
| Runner-up                       | 0                          | 1                          | 0                          | 0                          | 1                          | 0                          | 1                          | 1                          | 1                          | 2                          | 0     | N/A       | 7          |
| Tournaments Won                 | 0                          | 1                          | 1                          | 0                          | 1                          | 0                          | 0                          | 0                          | 0                          | 2                          | 0     | N/A       | 5          |
| Overall Win-Loss                | 3–1                        | 21-5                       | 27-16                      | 38-20                      | 56-25                      | 28-23                      | 24-24                      | 37-25                      | 34-25                      | 52-28                      | 12-6  | N/A       | 332-1987   |
| Year End Ranking                | None                       | 197                        | 108                        | 38                         | 8                          | 19                         | 31                         | 19                         | 18                         | 9                          |       | N/A       | N/A        |